# Recherche verticale
La recherche verticale désigne le fait de rechercher dans le Web des objets de nature semblable (photographies, vidéos, articles...). Ce terme sert également à qualifier un moteur de recherche spécialisé dans un seul secteur d'activité, tels que le  commerce en ligne, l'industrie automobile, l'information juridique, l'information médicale, la littérature scientifique, la recherche d'emploi, les voyages...
Exemples : Bibliothèque du Congrès, Mocavo, Nuroa, Trulia, Yelp...